# Modżtaba Mirhaszemi
Sejjed Modżtaba Mirhaszemi, pers. سيد مجتبی میرهاشمی  (ur. 21 marca 1966) – irański biegacz narciarski, olimpijczyk.
Zawodnik wystartował na Zimowych Igrzyskach Olimpijskich 2006 w Turynie w biegu na 15 km stylem klasycznym. Zajął odległe 90. miejsce na 96. sklasyfikowanych. Zawodnik ten startował w amatorskich zawodach w cyklu FIS Race. W większości były to starty w jego własnym kraju - w Dizinie i Szemszaku.